# Ömer Lütfi
Omer pasa eredeti nevén Mihajlo Latas (Plaški, 1806. november 24. – Konstantinápoly, 1871. április 18.) krajinai szerb születésű török tábornok.

## Élete
A horvát határőrvidéken született, apja az ogulini kerületben volt kezelő tiszt. Hadapródként lépett be az ogulini határezredbe, de mivel apját elmozdították, 1828-ban megszökött és Vidinben Husszein pasa szolgálatába állt. Áttért a muszlim hitre, és a pasa gyermekeinek nevelője lett.
1834-ben a pasa ajánlásával Konstantinápolyba ment, és írnokként a hadügyminisztériumban kapott állást. Nemsokára a későbbi I. Abdul-Medzsid szultán tanítója lett és egyidejűleg kapitányi rangot kapott. Fokozatosan emelkedve a ranglétrán, 1839-ben ezredesi rangban átvette az Ibrahim egyiptomi pasa ellen Szíriába rendelt hadtest vezetését, mellyel sokkal erősebb ellenfelét megverte. 1842-ben a libanoni kerület katonai kormányzója lett, de a keresztények ismételt panaszai nyomán kénytelen volt lemondani. 1843-ban Resid pasa főparancsnoksága alatt részt vett a Dsuleka albán lázadó ellen viselt harcban, akit el is fogott. 1846-ban a felkelő kurdok ellen harcolt, akiket újból leigázott.
Amikor 1848-ban az al-dunai tartományokban zavargások törtek ki, az oroszok társaságában megszállta azokat s mint katonai kormányzó 1850 áprilisáig Bukarestben maradt; ezután Boszniában nyomta el a felkelést. 1853-ban mint pasa kezdte meg a háborút az oroszok ellen, akiket Duna mellett, Olteniţánál november 4-én legyőzött. 1854-ben felszabadította Szilisztrát s bevonult Bukarestbe. Ezután 30 000 törökkel a Krímbe indult, ahol részt vett Szevasztopol ostromában és 1855-ben egy török sereg élén Batumba vitorlázott, hogy Kars erődjét felszabadítsa; de megérkeztekor a vár már elbukott. Ezt követően Bagdad kormányzója lett, de 1859-ben hivatali visszaélései miatt kegyvesztett lett és Kursputba száműzték.
1861-ben visszahívták Konstantinápolyba és Hercegovinába küldték fővezérként, ahol 1862-ben véresen elnyomta a felkelést. 1864-ben tábornaggyá nevezték ki és a III. hadtest élére Monastirba(ma Bitola, Macedónia) küldték. 1867-ben Krétán harcolt, ahol azonban kegyetlenséggel sem tudta a fölkelést elfojtani. 1867 őszén Konstantinápolyba visszakerült és a szerdár-ekrem (generalissimus) címet kapta. 1868-ban rövid ideig mint hadügyminiszter működött.